# ブルドッグ (フォーリーブスの曲)
「ブルドッグ」は、1977年6月21日にCBS・ソニー（現：ソニー・ミュージックレーベルズ）から発売されたフォーリーブスの34枚目のシングルである。

## 概要
硬派で攻撃的な歌詞や、ゴムベルト（ゴムモール）を用いた独特の奇抜なパフォーマンスが話題を呼んだ。2002年の再結成以降、フォーリーブスがテレビ番組に出演した際には、この曲を歌唱することが多かった。このため、2004年7月21日に発売されたシングル「少年よ大志を抱け」で『ブルドッグ2004』として再録音を行っている。
レコードデビュー前の少年隊をはじめ、長年にわたり後輩のジャニーズアイドル達によってライブやテレビで歌い継がれている。
1997年に富士写真フイルム（後の富士フイルム）のレンズ付きフィルム「写ルンです」のCMソングに起用された。

## 収録曲
※両曲共に作詞：伊藤アキラ／作曲：都倉俊一
1. ブルドッグ（2分40秒）
編曲：都倉俊一
2. 標的（3分14秒）
編曲：田辺信一

## カバー
- 近田春夫&ハルヲフォン - 1978年発売のカバーアルバム『電撃的東京』に収録。
- 横山智佐 - 1995年発売のアルバム「A-B-Chisa(えびちさ)」に収録。
- TOKIO - 2004年発売のカバーアルバム『TOK10』に収録。
- 城咲仁 - 2006年発売のシングル「ブルドッグ」に収録。

### パロディ
- 「OH! NICE GET's!!」 - ダンディ坂野の楽曲。2003年発売。「にっちもさっちもどうにもこうにもポメラニアン」という歌詞がある。